# Puntate di Tales of the Walking Dead
Le sei puntate della miniserie televisiva Tales of the Walking Dead sono state trasmesse in prima visione negli Stati Uniti d'America dall'emittente AMC dal 14 agosto al 18 settembre 2022.
In Italia, la stagione è stata pubblicata sulla piattaforma streaming on demand Disney+ dal 21 novembre al 19 dicembre 2022.
| nº | Titolo            | Prima TV USA      | Pubblicazione Italia |
| -- | ----------------- | ----------------- | -------------------- |
| 1  | Evie / Joe        | 14 agosto 2022    | 21 novembre 2022     |
| 2  | Blair / Gina      | 21 agosto 2022    | 28 novembre 2022     |
| 3  | Dee               | 28 agosto 2022    | 5 dicembre 2022      |
| 4  | Amy / Dr. Everett | 4 settembre 2022  | 12 dicembre 2022     |
| 5  | Davon             | 11 settembre 2022 | 19 dicembre 2022     |
| 6  | La Doña           | 18 settembre 2022 | 19 dicembre 2022     |

## Evie / Joe
- Diretto da: Ron Underwood
- Scritto da: Maya Goldsmith e Ben Sokolowski

### Trama
Joe, un uomo solitario che vive in un bunker con il suo Dobermann Gilligan, da prima dell'inizio dell'apocalisse, lascia la sicurezza della sua casa per intraprendere un viaggio di 700 miglia per incontrare una donna con cui aveva chattato in un forum online dedicato agli amanti degli animali e delle apocalissi. Sulla strada, incontra Evie, che si unisce a lui in una missione simile. Dopo che Evie lo ha inizialmente rapito, i due legano prima di essere spezzati dal furto della moto di Joe. Evie non riesce a trovare il suo ex marito Steven, ma trova la prova che alla fine l'ha amata davvero invece di odiarla. Joe individua il bunker della sua amica Sandra, ma lei è impazzita ed è diventata una serial killer che prende di mira gli uomini. Evie salva Joe che è costretto ad uccidere Sandra per legittima difesa. Dopo aver rinchiuso il suo cadavere rianimato nel bunker, Evie convince Joe che c'è dell'altro nella vita e riprendono il loro viaggio.
- Guest star: Kersti Bryan (Sandra).
- Ascolti USA: telespettatori 572.000 – rating 18-49 anni 0,09%[3]

## Blair / Gina
- Diretto da: Michael E. Satrazemis
- Scritto da: Kari Drake

### Trama
Due impiegate d'ufficio presso una compagnia di assicurazioni, la receptionist Gina e il suo capo Blair, coinvolte in un loop temporale all'inizio dell'apocalisse, devono collaborare per salvare i loro cari e fuggire dalla città di Atlanta.  Dopo aver lavorato insieme per salvare un folto gruppo di civili in fuga da una mandria e aver affrontato le rispettive paure, il ciclo temporale è finalmente interrotto, anche se Gina suggerisce che, in alternativa, potrebbero provare un'illusione condivisa.
- Guest star: Kevin L. Johnson (Joel), Matt Medrano (Brian).
- Ascolti USA: telespettatori 448.000 – rating 18-49 anni 0,07%[4]

## Dee
- Diretto da: Michael E. Satrazemis
- Scritto da: Channing Powell

### Trama
Alpha, conosciuta allora come "Dee", cerca di proteggere sua figlia Lydia nella comunità del battello a vapore in cui vivono dopo l'apocalisse, ma diventa gelosa di un'altra residente, Brooke, che a Lydia sembra piacere e di cui si fida di più. Dee è allarmata dalla visione ingenua di Brooke del mondo attuale e tenta di mantenere la normalità nonostante i pericoli. I sospetti di Dee su un residente di nome Billy si dimostrano veri quando Billy e la sua banda tentano di impadronirsi della barca. Dee e Lydia scappano per un pelo mentre i residenti e la banda si spazzano via a vicenda, lasciando Brooke come l'unica altra sopravvissuta. Dee sfregia il volto di Brooke per non aver protetto sua figlia dopo che Lydia ha impedito a sua madre di uccidere Brooke. Alla fine del loro viaggio, Dee e Lydia vengono trovate dai Sussurratori che sono guidati in questo momento da una donna di nome Hera. Dee in seguito uccide Hera e trasforma il suo viso nella maschera da camminatore, diventando Alpha dei Sussurratori.
- Guest star: Scarlett Blum (Lydia), Rachael Markarian (Jenna), Nick Basta (Billy), Eric Tiede (Nolan).
- Ascolti USA: telespettatori 430.000 – rating 18-49 anni 0,10%[5]

## Amy / Dr. Everett
- Diretto da: Haifaa al-Mansour
- Scritto da: Ahmadu Garba

### Trama
Uno scienziato solitario e documentarista sulla natura, il dottor Chauncey Everett, accompagna una sconosciuta, Amy, mentre cerca di trovare il gruppo di sopravvissuti da cui è stata separata in un'area della regione di Wiregrass ora chiamata Settore Morto. I tentativi di Amy di connettersi con Everett sono in gran parte infruttuosi poiché vede i non morti, che ha soprannominato Homo mortuus, la fase successiva dell'evoluzione della natura mentre l'umanità è il pericolo. Everett è concentrato sul salvataggio di uno dei suoi esemplari di ricerca mancanti, soprannominato Specimen 21, che in seguito si scopre essere uno dei suoi ex colleghi, ma Specimen 21 viene mangiato da un alligatore. Amy ed Everett litigano dopo che lui le ha impedito di salvare due dei suoi amici prima che Everett riveli che il suo campo si trova sulla traiettoria di un enorme branco. Amy si precipita ad avvertire i suoi amici, ma Everett in seguito scopre che sono caduti nella mandria e si sono trasformati.  Everett inizia ad etichettare i suoi nuovi esemplari per lo studio, inclusa un'Amy ormai non morta, sebbene Everett mostri qualche esitazione di fronte alla sua ex amica.
- Ascolti USA: telespettatori 409.000 – rating 18-49 anni 0,09%[6]

## Davon
- Diretto da: Michael E. Satrazemis
- Scritto da: Channing Powell

### Trama
In una piccola città del Maine, Davon si risveglia con una ferita alla testa e un'amnesia temporanea e incatenato al cadavere di una donna di nome Amanda. Dopo aver ucciso Amanda, Davon ha allucinazioni che Amanda gli parla, accusando Davon di omicidio. Nei flashback, un Davon ferito arriva in città sette settimane prima e viene accolto da Amanda e sua sorella Nora con la quale sviluppa una relazione romantica. Nel presente, Davon trova un ragazzo zombificato nel seminterrato di Amanda e lo abbatte prima di essere catturato dai cittadini che accusano Davon di aver ucciso i loro figli scomparsi, tentando di giustiziarlo. Mentre i suoi ricordi riaffiorano lentamente, Davon ricorda di aver trovato il figlio di Nora, Garen, che è scappato mentre Davon ha combattuto, si è incatenato e ha ucciso accidentalmente Amanda per legittima difesa quando lei ha cercato di ucciderlo. Sfuggendo alla sua esecuzione, Davon trova Garen con il figlio di Amanda, Arnaud, che ha rapito e ucciso i bambini della città, convinto di risparmiarli dagli orrori del mondo mentre Amanda proteggeva suo figlio. Trovando i corpi rianimati di due delle vittime di Arnaud, Davon convoca i cittadini ed espone Arnaud mentre Garen scagiona Davon. I genitori infuriati danno da mangiare Arnaud alle sue stesse vittime per vendetta e il disgustato Davon lascia la città.
- Ascolti USA: telespettatori 387.000 – rating 18-49 anni 0,09%[7]

## La Doña
- Diretto da: Deborah Kampmeier
- Scritto da: Lindsey Villarreal

### Trama
Eric e Idalia decidono di provare a rifugiarsi presso la casa di una donna anziana, Doña Alma. Accetta di dare loro del cibo e di lasciarli passare la notte, ma insiste che devono andarsene il giorno successivo. Durante la cena, Eric spinge la questione e chiede di poter restare per sempre, ma Alma ordina loro di andarsene sul posto.  All'improvviso cade e batte la testa, morendo all'istante. Sebbene Eric sia soddisfatto ora di avere la casa ben protetta per sé, Idalia è a disagio nel prendere in consegna la casa della donna deceduta. Idalia sperimenta varie allucinazioni e visioni mentre sente la voce di Alma che insiste che la casa le appartiene. Eric è sprezzante finché anche lui non inizia a vedere cose, incluso credere che il vagante della loro amica Maria sia in realtà il suo ritorno dalla morte. I due diventano ostili l'uno con l'altro mentre i fantasmi persistono, ma quando cercano di andarsene, vengono inseguiti nel seminterrato dal fantasma di Alma. I due sono spinti a pugnalarsi a vicenda e si ritrovano trascinati tra rami e camminatori di persone che hanno incontrato.
- Guest star: Iris Almario (Maria).
- Ascolti USA: telespettatori 378.000 – rating 18-49 anni 0,10%[8]